# ويليام جي. آدامز
ويليام جي. آدامز هو سياسي كندي، ولد في 17 يونيو 1923 في سانت جونز في كندا، وتوفي في 12 نوفمبر 2005.